# Episodi di The Wrong Mans
La serie televisiva The Wrong Mans è stata trasmessa sul canale BBC Two dal 24 settembre 2013.
Ad una prima stagione composta da sei episodi è seguita la produzione di due episodi trasmessi nel dicembre del 2014.
In Italia la serie è ancora inedita.
| Stagione | nº | Titolo originale      | Titolo italiano | Prima TV Regno Unito | Prima TV Italia |
| -------- | -- | --------------------- | --------------- | -------------------- | --------------- |
| 1        | 1  | The Wrong Mans        |                 | 24 settembre 2013    |                 |
| 1        | 2  | Bad Mans              |                 | 1º ottobre 2013      |                 |
| 1        | 3  | Dead Mans             |                 | 8 ottobre 2013       |                 |
| 1        | 4  | Inside Mans           |                 | 15 ottobre 2013      |                 |
| 1        | 5  | Wanted Mans           |                 | 22 ottobre 2013      |                 |
| 1        | 6  | Running Mans          |                 | 29 ottobre 2013      |                 |
| 2        | 1  | X-Mans/White Mans     |                 | 22 dicembre 2014     |                 |
| 2        | 2  | Action Mans/Wise Mans |                 | 23 dicembre 2014     |                 |